# Casa Grau Pla
La Casa Grau Pla o Casa Grau és un edifici modernista de Pere Caselles i Tarrats construït al carrer de Sant Joan de Reus (Baix Camp). Està protegit com a bé cultural d'interès local.

## Descripció
És un edifici cantoner de planta baixa i tres pisos, del que destaca la façana principal, que s'estructura amb l'ordenació simètrica de les obertures, dues a la planta baixa, pis principal i primer pis i una centrada en forma d'ull de bou a l'última planta. El coronament de la façana té influències de l'Art Nouveau centreeuropeu, igual que els emmarcaments de les obertures de la façana principal, que combinen la forma circular amb les formes rectes dels brancals de les portes. Les baranes dels balcons són de ferro forjat, i segueixen un disseny de secció bombada, com altres construccions reusenques contemporànies.
Al voltant dels emmarcaments de les obertures hi ha una decoració amb motius vegetals, i a les portes de la planta baixa branques i fulles de llorer, com a al·legoria al títol de baró de Llorach que tenia el propietari. Dues franges horitzontals decorades amb representació de fulles de castanyer i castanyes remarquen el nivell de la planta principal i el primer pis. La major part de la façana està estucada imitant un parament de pedres regulars, i la planta baixa està construïda amb pedra natural. A la façana hi veiem dos medallons, un amb les inicials MG del propietari i l'altre amb l'any de construcció, 1910. El coronament de l'edifici, de línies corbes, presenta entre la decoració vegetal les figures d'uns dracs.

## Història
Miquel Grau Cabré, un important propietari rural de Riudecols, encarregà a Pere Caselles la construcció d'aquest edifici quan es va casar amb una pubilla Pla, de la família propietària de la popular "Patacada" al carrer de Sant Llorenç, un edifici modernista enderrocat els anys 90. Miquel Grau havia estat a Brussel·les, d'on va portar idees de l'arquitectura belga de l'època, amb detalls com la presència floral o els arcs circulars que envolten les portes i finestres. A la casa hi viuen els descendents, i conserva al vestíbul el paviment hidràulic original i els esgrafiats dels murs i les pintures del sostre, amb els escuts de les quatre capitals de província catalanes. A la planta principal es conserven alguns elements originals, especialment un saló amb mobiliari de caoba obra de l'ebenista reusenc Enric Oliva